# Lars W. Kylberg
Lars (Lorentz) Wilhelm Kylberg, född 7 mars 1840 på godset Såtenäs i Tuns församling i Skaraborgs län, död 16 maj 1928 i Skara, var en svensk företagare. 
Lars Wilhelm Kylberg startade 1890 i Gössäter på Kinnekulle en anläggning för utvinning av olja ur alunskiffer, den första så kallade "oljekoken" på orten.
Han var son till Lars Wilhelm Kylberg, bror till Hjalmar Kylberg, Marina Kylberg och Regina Kylberg-Bobeck. 